# Mastacembelus flavidus
Mastacembelus flavidus är en fiskart som beskrevs av Hubert Matthes 1962. Mastacembelus flavidus ingår i släktet Mastacembelus och familjen Mastacembelidae. IUCN kategoriserar arten globalt som livskraftig. Inga underarter finns listade i Catalogue of Life.